# مونيكا دولان
مونيكا دولان (بالإنجليزية: Monica Dolan)‏ هي ممثلة بريطانية، ولدت في 1 مارس 1969 في المملكة المتحدة.

## أعمال

### أفلام
- (1999) توبسي ترفي
- (2013) كيك-آس 2[5]

## وصلات خارجية
- مونيكا دولان على موقع IMDb (الإنجليزية)
- مونيكا دولان على موقع ألو سيني (الفرنسية)
- مونيكا دولان على موقع ميوزك برينز (الإنجليزية)
- مونيكا دولان على موقع أول موفي (الإنجليزية)
- مونيكا دولان على موقع قاعدة بيانات الأفلام السويدية (السويدية)
- مونيكا دولان على موقع قاعدة بيانات الفيلم (الإنجليزية)
- مونيكا دولان على موقع كينوبويسك (الروسية)